# Mălușteni
Mălușteni là một xã thuộc hạt Vaslui, România. Dân số thời điểm năm 2002 là 3003 người.